# 奈良市立佐保川小学校
奈良市立佐保川小学校（ならしりつ さほがわしょうがっこう）は、奈良県奈良市法蓮町にある公立小学校。

## 沿革
- 1991年（平成3年）4月1日 - 開校。

## 通学区域
- 北新町、佐紀町の一部、芝辻町の一部、芝辻町一丁目、芝辻町二丁目、芝辻町三丁目、芝辻町四丁目、法蓮町の一部（JR関西本線以西）、法華寺町の一部（JR関西本線以西）[1]

※卒業後は基本的に奈良市立三笠中学校に進学する。

## アクセス
- 奈良交通「12」・「13」・「14」・「15」の各系統で、「一条高校前」バス停より、
  - 西向きのりばから、徒歩約720m・約11分。
  - 東向きのりばから、徒歩約900m・約14分（国道24号線と県道104号線を跨ぐ歩道橋経由）。
- 近鉄奈良線新大宮駅（出口2）から、徒歩約610m・約10分。

## 周辺
- 佐保川
  - 水辺の楽校
- JR関西本線（大和路線） - ただし、線路が通るだけである。
- 奈良第3地方合同庁舎
- 国道24号線
- なお、学校周辺には、新大宮シティパルなどのマンション・アパートなども点在する。

## 通学区域が隣接している学校
- 奈良市立大宮小学校
- 奈良市立佐保小学校
- 奈良市立佐保台小学校
- 奈良市立平城小学校
- 奈良市立都跡小学校